# Нунги

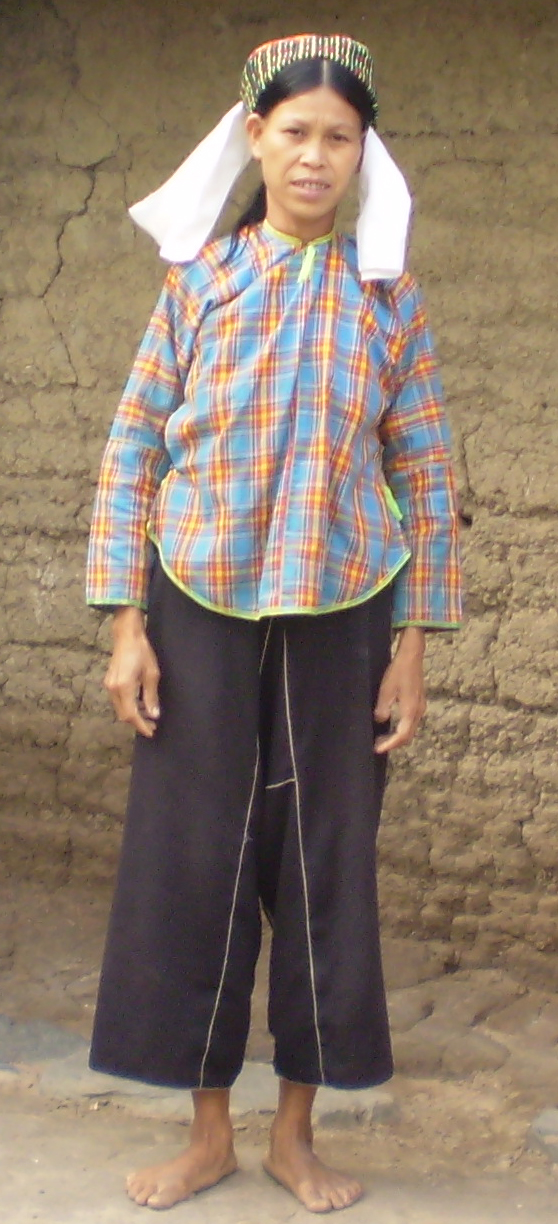
Женщина в национальной одежде

Ну́нги (вьет. Nùng, кит. упр. 农, пиньинь nóng, самоназвание — бунун) — народ, проживающий во Вьетнаме. Живут преимущественно в провинциях центрального нагорья Каобанг и Лангшон. Входят в 54 официально признанных народа Вьетнама. Численность во Вьетнаме согласно переписи 1999 года составляет 856 412 человек, также небольшое количество нунг проживает в Лаосе (Решетов 1998: 351) и Китае, где официально включаются в состав чжуанов.

## Язык
Язык нунг относится к тайской группе тай-кадайской семьи. Письменность, утвердившаяся в XVII веке, называется Ном нун (Решетов 1998: 351).

## Религия
Сохранили свои древние анимистические верования (Решетов 1998: 351).

## Основные занятия
Выращивают рис на заливных и террасных полях на склонах холмов. Также занимаются посадкой зерновых культур и фруктовых деревьев (мандарины и хурма). Наиболее ценными для них являются анисовые деревья, которые приносят каждый год очень хороший доход.
Из ремёсел занимаются ткачеством, резьбой по дереву, кузнечным делом, плетением корзин и гончарным делом (Решетов 1998: 351).

## Социальная организация
Основа традиционной социальной организации — патронимия (пинонг) во главе со старейшиной (тьюн кан). В прошлом патронимия была экзогамна, сейчас браки запрещаются лишь между близкими родственниками (Мичурин 1999: 72).

## Место проживания
Деревни народа нунг расположены в основном на склонах холмов, напротив них заливные поля, а позади деревни — сады. Дома деревянные, строятся на сваях, крыша покрыта черепицей или тростником и соломой (Чебоксаров 1979: 67).

## Внешний вид
Носят одежду синего цвета. Синий для народа нунг считается цветом преданности (Скворцов 1981: 37).

## Культура
Нунг стараются сохранить свои богатые традиции, такие как фольклорные песни.
У нунг есть свой вид песни, называемый сли.
Песнопение состоит из многих элементов: сам текст, музыка, декорации и стиль выступления (Там же).
Самым важным праздником является «лунг тунг» (lung tung, «выйти на поле»), который каждый год проводится в январе.